# Động mạch huyệt răng dưới
Động mạch huyệt răng dưới (tiếng Anh: inferior alveolar artery) là một động mạch vùng mặt. Nó là nhánh đầu tiên của động mạch hàm.

## Cấu trúc
Động mạch huyệt răng dưới đi thẳng xuống dưới cùng với thần kinh huyệt răng dưới đến lỗ hàm dưới ở mặt trong của ngành xương hàm dưới.
Động mạch huyệt răng dưới chạy dọc theo ống hàm dưới của xương hàm dưới, cùng với thần kinh huyệt răng dưới, đến răng tiền cối đầu tiên nó phân chia thành hai nhánh: nhánh răng cửa và nhánh cằm.

### Nhánh răng cửa
Nhánh răng cửa tiếp tục đi dưới các răng đến tận đường giữa, tại đó, nó hợp với nhánh răng cửa của động mạch huyệt răng dưới bên đối diện.
Động mạch huyệt răng dưới và nhánh răng cửa của nó trên đường đi trong xương hàm dưới lại chia ra các nhánh nhỏ hơn đi vào mô xương và mỗi nhánh lại tương ứng với số chân răng: các nhánh này đi vào một khe rất nhỏ ở chóp răng và cấp máu cho tủy răng.

### Nhánh cằm
Nhánh cằm đi cùng dây thần kinh vào lỗ cằm, chi phối vùng cằm và hợp với động mạch dưới cằm và động mạch môi dưới.

### Nhánh hàm móng
Khi động mạch huyệt răng dưới đi vào lỗ này, nó còn cho một nhánh hàm móng đi dọc theo rãnh hàm móng và cấp máu cho cơ hàm móng.

## Ảnh

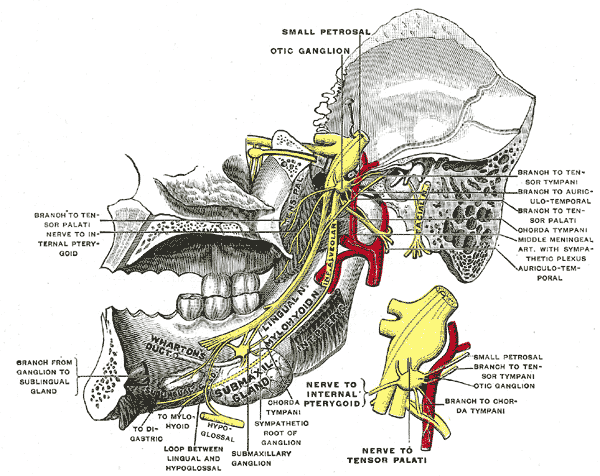
Nhánh hàm dưới của thần kinh sinh ba nhìn từ đường giữa.
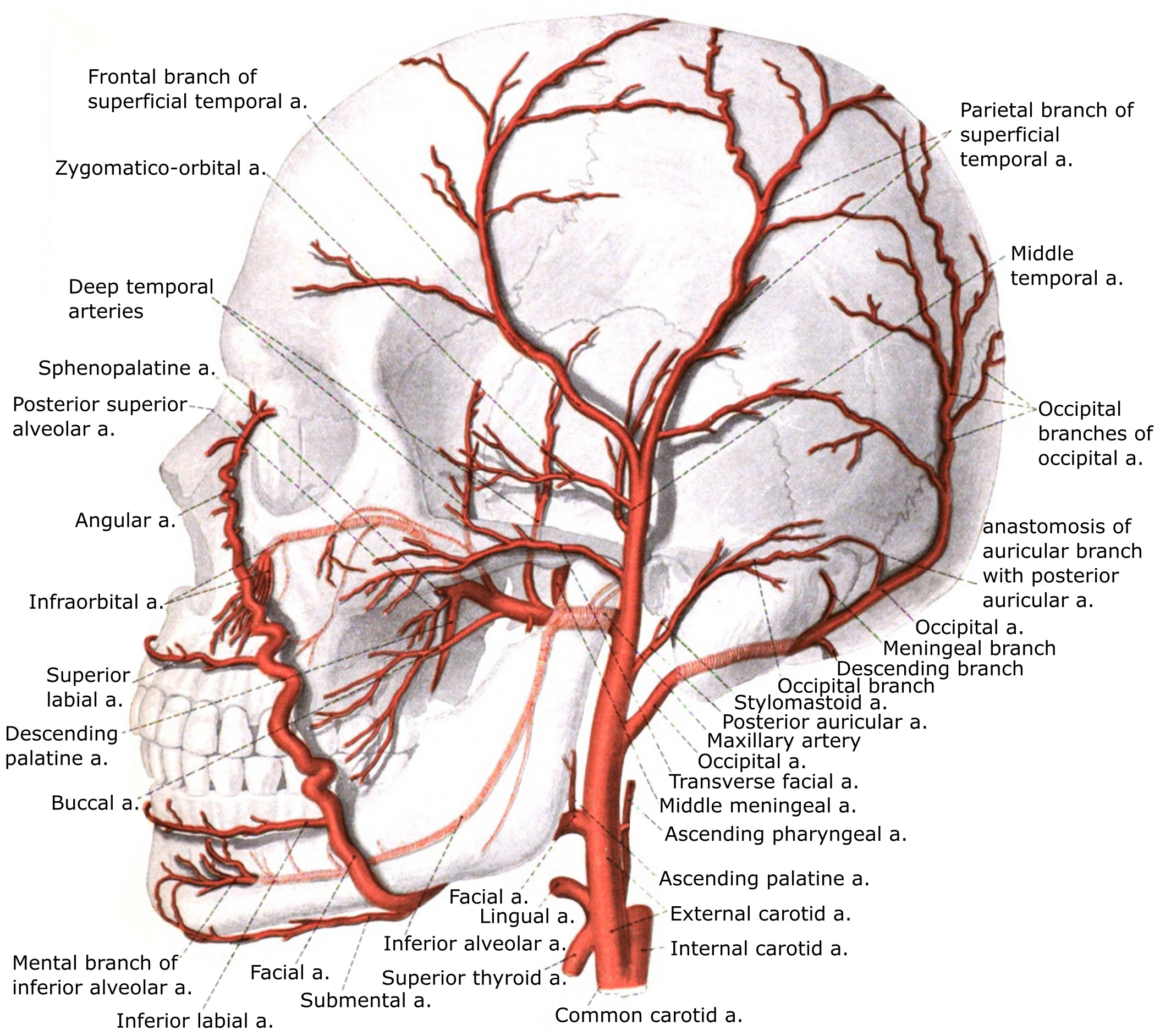
Động mạch cảnh ngoài và các nhánh